# Moby Grape
I Moby Grape sono un gruppo rock statunitense.
Sono considerati da molti critici uno dei migliori, ma anche uno dei più sfortunati e sottovalutati, gruppi di rock psichedelico di San Francisco della fine degli anni sessanta. Il gruppo, i cui membri contribuivano tutti alla voce e alla scrittura delle canzoni, fuse con successo elementi di rock, folk, blues, country e jazz in uno stile eclettico. Essi hanno anche il merito di aver creato uno dei migliori album d'esordio dell'era psichedelica mondiale.

## Storia
Il gruppo fu originariamente formato alla fine del 1966 dal canadese Alexander "Skip" Spence (chitarra, voce) e dal manager/produttore Matthew Katz; entrambi avevano lavorato nei Jefferson Airplane, con Spence come batterista della band nel loro primo album e Katz come manager. Ma entrambi furono licenziati dal gruppo. In seguito Katz e Spence presero coraggio e formarono una nuova band simile ai Jefferson Airplane.
Il nome del gruppo, scelto da Bob Mosley e Spence, proveniva dalla battuta finale della barzelletta "What's big and purple and lives in the ocean?" ("Chi è grande e viola e vive nel mare?"). Al gruppo si aggiunsero il chitarrista Jerry Miller e il batterista Don Stevenson (già membro dei Frantics, originariamente con sede a Seattle), il chitarrista (e figlio dell'attrice Loretta Young) Peter Lewis (dei Cornelis), il bassista Bob Mosley (dei Misfits, con sede a San Diego) e Spence, ora alla chitarra al posto della batteria.
Mentre Jerry Miller era il chitarrista principale, tutti e tre i chitarristi suonavano come chitarra solista in alcuni punti, spesso giocando uno contro l'altro, in una forma di strumentale chiamata dai Moby Grape "crosstalk". Un altro importante gruppo di quel tempo che suonava con tre chitarre erano i Buffalo Springfield. La musica dei Moby Grape è stata descritta da Geoffrey Parr così: «Nessun gruppo rock and roll è stato in grado di utilizzare un trio di chitarra nel modo più efficace dei Moby Grape. Lewis era un chitarrista molto bravo complessivamente, ed eccelleva nel finger picking, come è evidente in diversi brani. E poi c'è Miller... il modo con cui suonava insieme ai Moby Grape è come nessun altro io abbia mai sentito in vita mia. Le chitarre sono come un collage di suoni che ha perfettamente senso.»
Tutti i membri della band hanno scritto e cantato canzoni per il loro album di debutto Moby Grape (1967). Mosley, Lewis e in generale Spence scrivevano da soli, mentre Miller e Stevenson generalmente scrivevano insieme. Nel 2003, Moby Grape è stato classificato al 121º posto dalla rivista Rolling Stone fra i "500 Greatest Albums of All Time". Il noto critico rock Robert Christgau lo considera come uno dei 40 album fondamentali del 1967. Nel 2008, la canzone di Spence Omaha, dal primo album dei Moby Grape, è collocata al 95º posto nella classifica della rivista Rolling Stone "100 Greatest Songs of All Time Guitar". La canzone è stata descritta come segue: «Sul loro miglior singolo, Jerry Miller, Peter Lewis e Skip Spence competono in una battaglia di chitarra a tre per due roventi minuti, ognuno di loro dà la carica alla canzone di Spence da diverse angolazioni, senza cedere a nessun altro.»
Una delle prime grandi esibizioni dei Moby Grape fu al Mantra-Rock Dance, una manifestazione musicale tenutasi il 29 gennaio 1967 presso l'Avalon Ballroom di San Francisco. All'evento i Moby Grape suonarono insieme al fondatore degli Movimento Hare Krishna, Swami Bhaktivedanta, Allen Ginsberg, The Grateful Dead e Janis Joplin. A metà del giugno 1967, i Moby Grape parteciparono anche al leggendario Monterey Pop Festival. A causa di controversie giuridiche e manageriali, il gruppo non venne incluso nel film della manifestazione. Le registrazioni video dei Moby Grape rimasero inedite, presumibilmente perché Matthew Katz chiese un milione di dollari per i diritti. Il filmato dei Moby Grape è comunque stato mostrato nel 2007 nell'ambito delle celebrazioni del 40º anniversario del film.

## Formazione
- Alexander Spence (chitarra)
- Jerry Miller (chitarra)
- Peter Lewis (chitarra)
- Don Stevenson (batteria)
- Bob Mosley (basso)

## Discografia

### Studio
- 1967 - Moby Grape (Columbia Records, CL 2698/CS 9498)
- 1968 - Wow (Columbia Records, CS 9613)
- 1968 - Grape Jam (Columbia Records, MGS 1)
- 1969 - Moby Grape '69 (Columbia Records, CS 9696)
- 1969 - Truly Fine Citizen (Columbia Records, CS 9912)
- 1971 - 20 Granite Creek (Reprise Records, RS 6460)
- 1983 - Moby Grape ''1984 Reunion'' (San Francisco Sound Records, SFS04830)
- 1989 - Legendary Grape (Dig Music Records, 108)

### Raccolte
- 1971 - Omaha (Harmony Records, KH 30392)
- 1972 - Great Grape (Columbia Records, C 31098)
- 1986 - Murder in My Heart (Edsel Records, ED 171)
- 1992 - Wow/Grape Jam (San Francisco Sound Records, SFS 04801) Raccolta su CD degli album: Wow e Grape Jam
- 1993 - The Very Best of Moby Grape - Vintage (Columbia Records, 483958) 2 CD
- 2003 - Crosstalk: The Best of Moby Grape (Sony Music UK, 5124182)
- 2007 - Listen My Friends! (Columbia Records, 88697 05963 2)
- 2009 - The Place and the Time (Sundazed Music Records, SC 11206) Raccolta di registrazioni inedite del periodo 1967-'68

### Live
- 1978 - Live Grape (Escape Records, ESA 1)
- 2010 - Live (Historic Live Moby Grape Performances 1966-1969) (Sundazed Music Records, SC 11210)